# 布龙科
布龙科（德語：Bronkow）是德国勃兰登堡州的市镇，隶属于上施普雷瓦尔德-劳西茨县，总面积为38.21平方千米，截至2023年12月31日总人口为543人。